# Ghiacciaio Usher
Il ghiacciaio Usher è un ghiacciaio lungo circa 7 km situato sull'Isola di re Giorgio, nelle Isole Shetland Meridionali, a nord del termine della Penisola Antartica. Il ghiacciaio si trova in particolare nella parte occidentale della costa settentrionale dell'isola, dove fluisce verso nord-ovest fino a entrare nella baia di Litwin poco a est di punta Cieslak.

## Storia
Il ghiacciaio Usher è stato mappato durante la spedizione francese in Antartide svoltasi dal 1908 al 1910 al comando di Jean-Baptiste Charcot, ed è stato così battezzato nel 1960 dal comitato britannico per i toponimi antartici in onore di J. Usher, comandante della nave britannica Caraquet che visitò le Isole Shetland Meridionali nella stagione 1821-22.